# Millersburg (Ohio)
Millersburg – wieś w Stanach Zjednoczonych, w stanie Ohio, siedziba administracyjna hrabstwa Holmes.